# Ley de traslado forzoso de los indios
La Ley de Traslado Forzoso de los Indios (en inglés: Indian Removal Act) fue una ley de Estados Unidos promulgada el 28 de mayo de 1830 por el presidente Andrew Jackson. La ley autorizaba al presidente a negociar con las tribus nativas americanas del sur (incluido el Atlántico medio) su expulsión a territorio federal al oeste del río Misisipi a cambio de la colonización blanca de sus tierras ancestrales. La ley fue firmada por Andrew Jackson y se aplicó con fuerza bajo su gobierno y el de Martin Van Buren, prolongandose hasta el año 1841.
La Ley recibió un fuerte apoyo de las poblaciones estadounidense del sur y del noroeste, pero se opuso a ella las tribus nativas y el Partido Whig. Los cherokees trabajaron juntos para detener esta reubicación, pero no tuvieron éxito; finalmente fueron expulsados a la fuerza por el gobierno de Estados Unidos en una marcha hacia el oeste que más tarde se conoció como el Sendero de Lágrimas, que se ha descrito como un acto de genocidio, porque muchos murieron durante los traslados.

## Legislación
El Presidente Andrew Jackson hizo una mención especial a la Ley de Traslado en su mensaje del Estado de la Unión de 1829.1900.
El Traslado Indio o Indian Removal fue una política del gobierno de los Estados Unidos en el siglo XIX que buscaba trasladar las tribus amerindias (o «nativas americanas») que vivían en el este del río Misisipi a terrenos al oeste del río. Durante las décadas que siguieron a la guerra de Independencia de los Estados Unidos, el rápido incremento de la población del país resultó en numerosos tratados en los que se compraban las tierras de los nativos americanos. Finalmente, el gobierno de Estados Unidos empezó a animar a las tribus Indias a que vendiesen sus tierras ofreciéndoles tierras en el oeste, fuera de las fronteras de los entonces existentes estados del país, donde las tribus podrían volver a asentarse. Este proceso fue acelerado por la aprobación del Ley de Traslado Forzoso de los Indios de 1830, que proporcionó fondos al Presidente Andrew Jackson para llevar a cabo tratados de intercambio de tierras («traslado»). Se estima que unos 100.000 amerindios fueron trasladados al oeste como resultado de esta política, emigrando la mayoría de ellos durante los años 1830, asentándose en lo que fue conocido como el Territorio Indio.
Al contrario de lo que sostienen algunas ideas equivocadas (y distorsionadas), la Ley de Traslado no ordenaba el traslado forzoso de ningún amerindio, y el presidente Jackson jamás defendió públicamente el traslado forzoso de nadie que quisiera quedarse. En teoría, este traslado se suponía que iba a ser voluntario, y de hecho muchos indios nativos americanos se quedaron en el Este. No obstante, en la práctica, la administración de Jackson puso una gran presión sobre los líderes de las tribus para que firmasen tratados de traslado. Esta presión creó graves divisiones dentro de las naciones amerindias, debido a que diferentes líderes tribales defendían distintas respuestas a la cuestión del traslado. A veces, los oficiales del gobierno de Estados Unidos ignoraban a los líderes tribales que se resistían a firmar tratados de traslado y sólo atendían con aquellos a los que apoyaban dicha política. El Tratado de New Echota, por ejemplo, fue firmado por una facción prominente de los líderes cheroqui, pero no por los dirigentes que la tribu había elegido. Los términos del tratado fueron impuestos por el presidente Martin Van Buren, lo que dio lugar a la muerte de una cantidad estimada de 4.000 cheroquis (la mayoría por enfermedad) en el Sendero de Lágrimas. La tribu de los choctaw también sufrió mucho por enfermedad durante el traslado.
El sufrimiento que el Traslado Indio produjo fue agravado por una mala administración, por una inadecuada toma de medidas para con los inmigrantes (los contratos para el transporte y provisiones fueron a menudo dados al mejor postor), y el fracaso al proteger los derechos legales de los indios antes y después de la emigración. La mayoría de los indios cumplieron reacios pero pacíficamente con los términos de traslado de los tratados, a menudo con amarga resignación. Algunos grupos, no obstante, entraron en guerra para resistir el traslado. Esto dio lugar a dos breves guerras (La Guerra de Black Hawk de 1832 y la Segunda Guerra Creek de 1836), así como una larga y costosa Segunda Guerra Seminola (1835–1842).
La Ley de Traslado en realidad no ordenaba el traslado de ningún indígena estadounidense. Más bien, autorizaba que el presidente negociase tratados de intercambio de tierras con tribus que viviesen dentro de las fronteras de Estados Unidos. En la Compra de Luisiana de 1803, los Estados Unidos habían adquirido el derecho sobre una enorme cantidad de terreno al oeste del río Misissippi. Antes de la aprobación de esta ley, los tratados se habían llevado a cabo para animar a las tribus indias a que trasladasen sus asentamientos a este lugar —que finalmente se comenzó a conocer como el «Territorio Indio»— intercambiándolo con sus tierras tribales en el Este. La aprobación del Acta de Remoción aceleró en gran medida este proceso de intercambio de tierras.
La Ley de Traslado fue firmemente apoyada por el Sur, cuyos estados estaban ansiosos de acceder a los terrenos habitados por las Cinco Tribus Civilizadas. En particular, Georgia, el mayor estado por esos tiempos, estaba involucrada en una disputa jurisdiccional contenciosa con la nación cheroqui. El Presidente Jackson, que apoyaba la política del traslado principalmente por razones de seguridad nacional, tenía la esperanza de que éste solventase la crisis de Georgia. La mayoría de los observadores, sin importar que estuviesen a favor o en contra de la política del Traslado, se dieron cuenta de que la aprobación de dicha ley significaba la inevitable expulsión de la mayoría de los indios de los estados. Algunos líderes amerindios que previamente se habían resistido al Tratado comenzaron a replantearse sus posiciones, especialmente tras la arrolladora reelección de 1832.
La mayoría de los estadounidenses blancos estaban a favor de que se aprobase esta ley, aunque había una oposición significativa. Muchos misioneros cristianos, y aún más con el organizador de misioneros Jeremiah Evarts de su parte, realizaron una campaña contra su aprobación. En el Congreso, el Senador Theodore Frelinghuysen y el congresista David Crockett de Tennessee hablaron en contra de la legislación, y la Ley de Traslado fue aprobado tras un encarnizado debate en el Congreso.
Los tratados promulgados bajo las provisiones de la Ley de Traslado allanaron el camino para la reacia —y a menudo forzosa— emigración de decenas de miles de indios al oeste. El primer tratado de traslado firmado tras la aprobación de la mencionado ley fue el Tratado de Dancing Rabit Creek el 27 de septiembre de 1830, en el cual los choctaws en Misissippi cedieron tierras al Este del río a cambio de un pago y tierras en el oeste. El Tratado de Nueva Echota (firmado en 1835) dio lugar al traslado de los cheroquis del Sendero de Lágrimas. Para más detalles sobre los efectos de la Ley de Traslado, véase la Remoción India.

## Trasfondo
Desde la presidencia de Thomas Jefferson, la política estadounidense había sido la de permitir a los Indios que se quedasen al este del Misisipi siempre que fueran asimilados o «civilizados». Tenían que fijarse en un asentamiento, labrar sus tierras, dividir las tierras comunales en propiedades privadas, y adoptar la democracia.

## El Traslado en el Sur
En 1830, las llamadas «Cinco Tribus Civilizadas» —los Chickasaw, los Choctaw, los Creek, los Seminola y los Cheroqui— habían adoptado varios aspectos de la cultura Europea-Americana, incluyendo el Cristianismo. Los cherokees tenían un sistema de escritura en su propio idioma, desarrollado por Sequoyah, y publicado en un periódico en cherokee e inglés. 
A pesar de esta aculturación, la posición de las tribus no era segura. Algunos sentían que la presencia de las tribus era una amenaza para la paz y la seguridad, debido a que muchos Nativos Americanos habían luchado contra los Estados Unidos en guerras anteriormente, a menudo armados por naciones extranjeras como Gran Bretaña y España. Otros colonos blancos y especuladores de tierras simplemente deseaban el terreno que estaba siendo ocupado por las tribus.
Por consiguiente, los gobiernos de varios estados de EE. UU. querían que todos los terrenos tribales que estuviesen dentro de sus fronteras fueran puestos bajo jurisdicción estatal. En 1830, el estado de Georgia aprobó una ley que prohibía a los blancos vivir en territorio indio después del 31 de marzo de 1831 sin una licencia del estado. Esta ley fue escrita para justificar la expulsión de los misioneros blancos que estaban ayudando a los indios a resistirse al traslado. El organizador misionero Jeremiah Evarts instó a la Nación Cherokee a que llevase el caso al Tribunal Supremo de los Estados Unidos. La Corte Marshall dictaminó que aunque las tribus indias no eran naciones soberanas (Nación Cherokee v. Georgia, 1831), las leyes estatales no tenían poder sobre las tierras tribales (Worcester v. Georgia, 1832). Se cita frecuentemente al Presidente Andrew Jackson en respuesta al tribunal proclamando desafiadamente, «John Marshall ha hecho su decisión. ¡Ahora dejemos que la haga cumplir!». El propio Jackson probablemente no dijo esto, aunque sí que fue criticado (en aquel momento y desde entonces) por no haberse esforzado para proteger a las tribus de los gobiernos estatales.
Andrew Jackson y otros candidatos del nuevo Partido Demócrata habían hecho del Traslado un objetivo capital en la campaña de 1828. en 1830, el Congreso aprobó el Indian Removal Act y el presidente Jackson lo ratificó como ley. La Ley de Traslado estipulaba que el gobierno negociase tratados de traslado con las distintas tribus. El Tratado de Dancing Rabbit Creek con los choctaw fue el primer tratado de este tipo que fue implementado; mientras que 7000 chocktaws se quedaron en Misisipi, unos 14 000 se trasladaron a largo del río Rojo. Otros tratados, como el sospechoso tratado de New Echota con los cherokee, le siguieron, resultando en el Sendero de Lágrimas.
Como consecuencia, las cinco tribus fueron trasladadas al nuevo Territorio Indio en la actual Oklahoma y partes de Kansas. Algunos Indios eludieron el traslado, mientras que otros que vivían en terrenos individuales de su posesión (en vez de campos tribales) estaban exonerados del traslado. Aquellos que se quedaron atrás finalmente se reagruparon en organizaciones tribales, como la Unión Cheroqui del Este, fundada en Carolina del Norte.
| Nación    | Población en el Este del río Misisipi antes del tratado de Remoción | Tratado de Remoción (año firmado) | Años de mayor emigración | Número de total de emigrantes o traslados forzosos | Número de ellos que se quedaron en el Sudeste | Muertes durante la remoción     | Muertes en tiempos de Guerra  |
| --------- | ------------------------------------------------------------------- | --------------------------------- | ------------------------ | -------------------------------------------------- | --------------------------------------------- | ------------------------------- | ----------------------------- |
| Choctaw   | 19.554 Muchas cifras han sido redondeadas.                          | Dancing Rabbit Creek (1830)       | 1831-1836                | 12.500                                             | 7.000                                         | 2.000-4.000+ (Cólera)           | n/a                           |
| Creek     | 22.700 + 900 esclavos negros                                        | Cusseta (1832)                    | 1834-1837                | 19.600                                             | ?                                             | 3.500 (muerte tras el traslado) | ? (Segunda Guerra Creek)      |
| Chickasaw | 4.914 + 1.156 esclavos negros                                       | Pontotoc Creek (1832)             | 1837-1847                | más de 4.000                                       | cientos                                       | unos pocos por enfermedad       | n/a                           |
| Cheroquí  | 21.500 + 2.000 esclavos negros                                      | New Echota(1835)                  | 1836-1838                | 20.000 + 2.000 esclavos                            | 1.000                                         | 2.000-8.000                     | n/a                           |
| Seminola  | 5.000 + esclavos fugitivos                                          | Payne's Landing (1832)            | 1832-1842                | 2.833                                              | 250-500                                       |                                 | 700 (Segunda Guerra Seminola) |

### Engaño a los seminolas
En 1835, los Seminola se negaron a dejar Florida, llevándoles a la Segunda Guerra Seminola. El líder más importante en la guerra fue Osceola, que lideró a los Seminolas en su lucha contra el traslado. Escondiéndose en los Everglades en Florida, Osceola y su banda usaron los ataques sorpresa para derrotar al Ejército estadounidense en muchas batallas. En 1837, Osceola fue engañado y capturado cuando negociaba la paz durante una tregua. Murió en prisión. Los Seminola continuaron la lucha. Algunos viajaron más al interior de los Everglades, mientras que otros se movieron al oeste. La Segunda Guerra Seminola terminó en 1842, saliendo Estados Unidos como vencedor.

## El Traslado en el Norte
Las tribus Indias del norte en el Antiguo Noroeste eran mucho más pequeñas y estaban mucho más fragmentadas que las Cinco Tribus Civilizadas, por lo que el proceso de tratados y emigración fue más gradual y menos sistemático. Las Bandas de los Shawnees, los Ottawas, los Potawatomis, los Sauks, y los Foxes firmaron tratados y se trasladaron al Territorio Indio. En 1832, un jefe sauk llamado Black Hawk lideró una banda de sauk y fox de vuelta a sus tierras en Illinois. En la Guerra Black Hawk, el Ejército de Estados Unidos y la milicia de Illinois derrotaron a Black Hawk y su ejército.